# Курбуан, Шарль Мари
Шарль Мари Курбуан (фр. Charles-Marie Courboin; 2 апреля 1884, Антверпен — 13 апреля 1973, Нью-Йорк) — американский органист бельгийского происхождения, музыкальный педагог.
Учился в Брюссельской консерватории у Альфонса Майи. С 1904 г. жил и работал в США, первоначально получив место органиста в Осуиго (по рекомендации Александра Гильмана, незадолго перед этим гастролировавшего в этих краях). В последующие годы занимал должность титулярного органиста в соборах городов Сиракьюс, Спрингфилд, Скрантон. Некоторое время возглавлял органный класс в Консерватории Пибоди.
6 марта 1919 г. Курбуан дал первый сольный концерт в Нью-Йорке, получив восторженный отзыв The New York Times, назвавшей его «бельгийским Бахом»:

Его высоко поставленные руки, взлетающие над четырьмя мануалами, как руки Хейфеца над четырьмя струнами, его память, подобная памяти Тосканини (он играл без напечатанных нот), произвели мгновенное впечатление на критически настроенную аудиторию музыкантов.

Американская премьера Симфонии для органа и оркестра Op. 42 Шарля Мари Видора, сыгранная 27 марта 1919 г. в Филадельфии Курбуаном и Филадельфийским оркестром под управлением Леопольда Стоковского, считается одним из переломных моментов в истории развития органной музыки в США.
В 1925 г. гастролировал в Европе, завершив турне концертом в Антверпене. 11 марта 1927 года исполнил в Нью-Йорке мировую премьеру Римского концерта для органа с оркестром Альфредо Казеллы, дирижировал автор.
Известно, что в 1941 г. Курбуан обращался с предложением что-либо написать для органа к Сергею Рахманинову, однако это предложение осталось без последствий.
В 1943—1970 гг. был органистом католического кафедрального Собора Святого Патрика в Нью-Йорке.